# Leonardo Coelho Santos
Leonardo Coelho Santos (Rio de Janeiro, 10 de abril de 1995) é um nadador brasileiro.

## Trajetória esportiva
No Campeonato Mundial de Piscina Curta de 2018 em Hangzhou, China, Leonardo, juntamente com Luiz Altamir Melo, Fernando Scheffer e Breno Correia, surpreenderam o mundo ao conquistar a medalha de ouro no revezamento 4 × 200 metros livres, batendo o recorde mundial, com um tempo de 6m46s81. O revezamento foi composto unicamente por jovens entre 19 a 23 anos, e não era favorito ao ouro. Ele também terminou em 6º lugar na final dos 200m medley, e 15º nos 400m medley.
No Campeonato Mundial de Esportes Aquáticos de 2019, em Gwangju, na Coreia do Sul, ele terminou em 14º nos 200m medley.
Nos Jogos Pan-Americanos de 2019, realizados em Lima, Peru, ele ganhou uma medalha de prata nos 400m medley, e um bronze nos 200m medley.